# Cheddy García
Mercedes José Riviera García (Santo Domingo, 19 de febrero de 1970) más conocida como Cheddy García, es una pedagoga dominicana destacada como actriz, guionista, productora de teatro, locutora, presentadora, profesora, productora de televisión y sobre todo, como humorista. Se ha destacado por participar y protagonizar varias películas dominicanas, entre ellas: La lucha de Ana (2012), donde hizo el papel de Ana, que le mereció el premio Soberano a Mejor Actriz y el premio en el Festival de Cine Latino de Providence a Mejor Actriz así como en Los Súper (2013), en el que interpretó a Cristina (La Poderosa).
Declamadora de poesía afroantillana y escritora de décimas, en 2004 publicó su primer libro de décimas, denominado La Negrita Caridad, cuyo prólogo fue escrito por el escritor dominicano Mariano Lebrón Saviñón, y el reconocido humorista Freddy Beras-Goico.
Inició como comediante en el Talent Show. Luego, pasó por diferentes programas: Redes en Teleantillas, carcajadas canal 41, En Familia en Telecentro, Viva El sábado, Caribe Show, y logró trascendencia en Telemicro canal 5 “la opción” y Domivisión canal 8 “televisión de primera clase”, en programas como Quédate Ahí, La Opción de Las 12, y Atrapados, luego Con Freddy y Milagros y Con Freddy y Punto de Color Visión canal 9. 
Fue parte del programa de televisión Más Roberto, conducido por Roberto Ángel Salcedo y creado por su papá Roberto Salcedo y transmitido los sábados de 12:00 p. m. a 4:00 p. m. por Televisión Dominicana hasta 2018 en los Estados Unidos. También formó parte del programa Bien de Bien junto a Luis Manuel Aguiló y Liondy Ozoria.

## Primeros años
Cheddy nació en Santo Domingo, República Dominicana, el 19 de febrero de 1970. Desde muy temprana edad fue educada en un convento para religiosas católicas y pertenecía al grupo de jóvenes de su iglesia, pero desistió mucho después. 
Luego estudió Pedagogía en la Universidad Pedro Henríquez Ureña (UNPHU), gracias a una beca que le fue otorgada. Sin embargo, sufrió una crisis emocional por la ruptura de una relación matrimonial que en aquel tiempo tenía, lo que provocó que sus calificaciones no fueran suficientes para mantenerla. Debido a esto, se transfiere a la Universidad Autónoma de Santo Domingo (UASD), logrando convalidar muchas de las materias que cursó anteriormente gracias a un convenio que existe entre ambas universidades. Cheddy se unió al Movimiento Cultural de la universidad donde forja su potencial como comediante y dando así sus primeros pasos.
Durante muchos años Cheddy se desempeñó como docente en el colegio Aurora Tavárez Belliard, siendo maestra de educación primaria desde Primero de Básica, hasta Octavo de Básica. Se destacaba por llevar un proceso de supervisión y corrección rigurosa y por ser una maestra la cual atendía las necesidades individuales de sus estudiantes, según los principios de Jean Piaget. También impartió clases en el Centro Educativo Las Américas y en el SEK, y es ahí cuando le llega la oportunidad de entrar a la televisión. 
Esta comediante se da a conocer, gracias al Talent Show de Punto Final, del cual Don Freddy Beras-Goico era productor. Freddy era muy activo en cuanto a las actividades sociales, y esta fue la oportunidad que Cheddy aprovechó. Cheddy se lleva el primer lugar del talent show y es aquí donde comienza su historia.

## Carrera
Cheddy tenía esperanzas de que Freddy la dejara en un puesto fijo de su programa, pero las circunstancias no se dieron tal y como se esperaba, siendo esto un empujón para que Cheddy se forje más para su objetivo. 
Después de esto, la comediante llegó a pasar por canales como Televida, el canal 13, el canal 4, entre otros. Entonces, es aquí cuando empieza a trabajar en Caribe Show junto a sus compañeros Raymond Pozo y Miguel Céspedes, pero este fue interrumpido al ser transferidos de canal Raymond y Miguel, pasando a Telemicro. Miguel, de forma solidaria, promete a Cheddy hablar con el señor Juan Ramón Gómez Díaz para que Cheddy entre, y así mismo sucedió.
El primer programa fue Quédate Ahí, dando muy buena impresión a los espectadores en sus comienzos en Telemicro. Personajes como "La Evangélica", "Manolito", "Alondra", entre otros, los cuales destacaron la gran participación de la comediante. En la Opción de las 12 con su personaje más recurrente "La Desesperada del Amargue", el cual obtuvo gran demanda para el público, realizó muchos conciertos por el país y fue partícipe de muchos anuncios.

## La lucha de Ana
En el 2012, Cheddy sorprendió a la crítica y a la audiencia en general en el papel dramático de Ana, en el largometraje La lucha de Ana, ópera prima del director Bladimir Abud, donde encarna a una humilde madre soltera que busca de justicia por la muerte de su hijo.
Críticos de trayectoria como José D´Laura, comentaron en su momento ¨… La agradable sorpresa es mayor porque Cheddy García ha hecho carrera en el mundo del humor televisivo y su formidable Ana es un registro actoral totalmente diferente a lo que nos tiene acostumbrados¨
Este papel le mereció el galardón como ¨Mejor Actriz Principal¨ en los Premios Soberanos del Arte Dominicano en el 2012, así como el Premio a ¨Mejor Actriz¨ en el Festival Internacional de Providence, Rhode Island.
Esta película le abrió de forma definitiva su espacio en el Cine de República Dominicana pues ahí en adelante la actriz recibe numerosas ofertas de trabajo de los principales directores Dominicanos en diversos géneros cinematográficos.

## Obras

### La Negrita Caridad
La Negrita Caridad es una muñeca de trapo y un libro de décimas. El diseño de la muñeca fue realizado por Cheddy García. Por primera vez, sale al mercado una muñeca criolla, negra y hecha completamente a mano, o sea, que es una pieza artesanal, de gran importancia, remembrando con ella, a nuestras antiguas muñecas de trapo, revalorizando nuestro orígenes negros tantas veces negados y estableciendo claramente que en la negritud hay una belleza exótica especial y representativa de nuestros pueblos caribeños, que nuestras niñas pueden jugar con una barbie, pero que esa no es nuestra tipología, como pueblo mestizo.

### El libro
El Libro es el primer libro de décimas publicado por la comediante. A valoración de sus dos prologuistas: Freddy Beras-Goico y Mariano Lebrón Saviñón, es un aporte a la literatura dominicana, de contenido social, popular, un verdarero retrato, de nuestro quehacer como pueblo dominicano.

### Cita Freddy
Orgullosa de formar parte de este proyecto, el cual es un magnífico aporte a la literatura popular dominicana.

### Cita Don Mariano
Los temas de Cheddy son los de la vida común. Sus décimas se escriben en versos de arte menor, con la fórmula ya impuesta por Espinel, pero Cheddy se atrevió a transgredir esta ley, cuando en los versos a Fradique Lizardo, usó el decasílabo de forma oportuna.

## Filmografía

### Películas
| Año  | Título                  | Personaje                    | Director              | País                               |
| ---- | ----------------------- | ---------------------------- | --------------------- | ---------------------------------- |
| 2012 | La lucha de Ana         | Ana                          | Bladimir Abud         | Bandera de la República Dominicana |
| 2012 | Lotoman 2.0             | Helga / Mercedes José García | Archie López          | Bandera de la República Dominicana |
| 2013 | El Seno de la Esperanza | Sonia Marmolejos             | Freddy Vargas         | Bandera de la República Dominicana |
| 2013 | Los Súper               | Cristina (La Poderosa)       | Bladimir Abud         | Bandera de la República Dominicana |
| 2013 | Mi angelito favorito    | Chelina                      | Alfonso Rodriguez     | Bandera de la República Dominicana |
| 2013 | Noche de Circo          | Asistenta social             | Alfonso Rodriguez     | Bandera de la República Dominicana |
| 2014 | Vamos de Robo           | Altagracia                   | Roberto Angel Salcedo | Bandera de la República Dominicana |
| 2015 | Bestia de Cardo         | Melody                       | Virginia Sánchez      | Bandera de la República Dominicana |
| 2015 | Los Paracaidistas       | Bélgica                      | Archie López          | Bandera de la República Dominicana |
| 2015 | Algún lugar             | Marta                        | Guillermo Zouain      | Bandera de la República Dominicana |
| 2015 | Tubérculo Gourmet       | Ángela                       | Archie López          | Bandera de la República Dominicana |
| 2016 | Mi suegra y yo          | Adamaris                     | Roberto Angel Salcedo | Bandera de la República Dominicana |
| 2016 | A orillas del mar       | Ramona                       | Bladimir Abud         | Bandera de la República Dominicana |
| 2016 | ¿Pa' qué me casé?       | Mercedes                     | Roberto Angel Salcedo | Bandera de la República Dominicana |
| 2016 | Tubérculo Presidente    | Ángela                       | Archie López          | Bandera de la República Dominicana |
| 2018 | Trabajo sucio           | Josefina                     | José Ramón Alama      | Bandera de la República Dominicana |
| 2018 | Juanita                 | Juanita                      | Leticia Tonos         | Bandera de la República Dominicana |

### Televisión
| Año  | Título        | Personaje |
| ---- | ------------- | --------- |
| 2007 | Amor de Batey | Ramonita  |

## Premios y reconocimientos
|      | Premios                 | Categoría              | Trabajo           | Resultado |
| ---- | ----------------------- | ---------------------- | ----------------- | --------- |
| 2012 | Premios Soberano        | Mejor actriz           | La lucha de Ana   | Ganadora  |
| 2012 | Festival de Cine Latino | Mejor actriz           | La lucha de Ana   | Ganadora  |
| 2015 | Premios Soberano        | Mejor comediante       | Ella misma        | Ganadora  |
| 2016 | Premios Soberano        | Mejor comediante       | Ella misma        | Ganadora  |
| 2017 | Premios Soberano        | Comediante del año     | Ella misma        | Nominada  |
| 2017 | Premios Soberano        | Actriz de cine         | A orillas del mar | Nominada  |
| 2018 | Premios Soberano        | Comediante del año     | Ella misma        | Nominada  |
| 2019 | Premios Soberano        | Mejor Actriz Principal | Juanita           | Nominada  |